# Les Sauvages (Rhône)
Pour les articles homonymes, voir Les Sauvages.
Les Sauvages sont une commune française, située dans le département du Rhône en région Auvergne-Rhône-Alpes.
Ses habitants s'appellent les Sauvageons et Sauvageonnes.

## Géographie
C'est un petit village perché à 723 m situé sur le col du même nom. Ce sont des terres de grands espaces, qui bénéficient d'un environnement préservé, forêts, chemins, prairies, fossés, talus, haies, où la faune et la flore sont riches et  diversifiées.
Situé à 40 km au Nord-Ouest de Lyon et 25 km au Sud-Est de Roanne, le site domine le Forez et le Beaujolais, à proximité du lac des Sapins. La commune s'étend sur 1 255 ha de part et d'autre de la ligne de partage des eaux Atlantique/Méditerranée. 

### Communes limitrophes
Le hameau de La Chapelle, composé seulement de quatre maisons habitées et d'une ferme, a la particularité d'être cadastré sur deux départements (Rhône et Loire) et trois communes - Les Sauvages, Machézal et Joux)., le hameau est situé au col du Pin-Bouchain.

### Climat
Pour des articles plus généraux, voir Climat d'Auvergne-Rhône-Alpes et Climat du Rhône.
En 2010, le climat de la commune est de type climat des marges montagnardes, selon une étude du Centre national de la recherche scientifique s'appuyant sur une série de données couvrant la période 1971-2000. En 2020, Météo-France publie une typologie des climats de la France métropolitaine dans laquelle la commune est exposée à un climat de montagne ou de marges de montagne et est dans la région climatique  Nord-est du Massif Central, caractérisée par une pluviométrie annuelle de 800 à 1 200 mm, bien répartie dans l’année. 
Pour la période 1971-2000, la température annuelle moyenne est de 9,4 °C, avec une amplitude thermique annuelle de 15,8 °C. Le cumul annuel moyen de précipitations est de 1 032 mm, avec 11,3 jours de précipitations en janvier et 7,9 jours en juillet. Pour la période 1991-2020, la température moyenne annuelle observée sur la station météorologique installée sur la commune est de 9,7 °C et le cumul annuel moyen de précipitations est de 941,6 mm,. Pour l'avenir, les paramètres climatiques de la commune estimés pour 2050 selon différents scénarios d'émission de gaz à effet de serre sont consultables sur un site dédié publié par Météo-France en novembre 2022.
| Mois                                  | jan.           | fév.          | mars           | avril         | mai             | juin          | jui.           | août           | sep.          | oct.            | nov.             | déc.           | année     |
| ------------------------------------- | -------------- | ------------- | -------------- | ------------- | --------------- | ------------- | -------------- | -------------- | ------------- | --------------- | ---------------- | -------------- | --------- |
| Température minimale moyenne (°C)     | −0,9           | −0,9          | 1,7            | 4,6           | 8,1             | 11,7          | 13,4           | 13,7           | 10,5          | 7,3             | 2,7              | 0,1            | 6         |
| Température moyenne (°C)              | 1,5            | 1,9           | 5,4            | 8,7           | 12,3            | 16,4          | 18,3           | 18,4           | 14,6          | 10,5            | 5,3              | 2,5            | 9,7       |
| Température maximale moyenne (°C)     | 3,9            | 4,7           | 9              | 12,8          | 16,6            | 21            | 23,2           | 23,1           | 18,8          | 13,7            | 7,8              | 5              | 13,3      |
| Record de froid (°C) date du record   | −13,4 30.01.05 | −17 07.02.12  | −14,5 01.03.05 | −5,7 08.04.03 | −1,5 07.05.1997 | 1,5 02.06.06  | 5,1 24.07.1999 | 4,2 28.08.1998 | 1 26.09.02    | −5,7 30.10.1997 | −10,2 22.11.1998 | −13,9 26.12.10 | −17 2012  |
| Record de chaleur (°C) date du record | 18,7 01.01.22  | 18,4 06.02.04 | 21,3 31.03.21  | 23,7 22.04.18 | 29,2 13.05.15   | 34,4 27.06.19 | 36,5 31.07.20  | 36,5 13.08.03  | 31,2 05.09.23 | 27,9 09.10.23   | 20,9 02.11.20    | 18,7 31.12.21  | 36,5 2020 |
| Ensoleillement (h)                    | 801            | 1 021         |                | 1 748         | 1 894           | 2 322         | 2 556          | 2 336          | 1 923         | 1 349           | 858              | 745            |           |
| Précipitations (mm)                   | 64,3           | 56,1          | 58,4           | 72            | 95,7            | 86,1          | 84,5           | 87,5           | 72            | 98              | 93,3             | 73,7           | 941,6     |

## Urbanisme

### Typologie
Au 1er janvier 2024, Les Sauvages sont catégorisés commune rurale à habitat dispersé, selon la nouvelle grille communale de densité à sept niveaux définie par l'Insee en 2022.
Elle est située hors unité urbaine. Par ailleurs la commune fait partie de l'aire d'attraction de Tarare, dont elle est une commune de la couronne,. Cette aire, qui regroupe 6 communes, est catégorisée dans les aires de moins de 50 000 habitants,.

### Occupation des sols
L'occupation des sols de la commune, telle qu'elle ressort de la base de données européenne d’occupation biophysique des sols Corine Land Cover (CLC), est marquée par l'importance des territoires agricoles (65,2 % en 2018), en augmentation par rapport à 1990 (63,6 %). La répartition détaillée en 2018 est la suivante : 
prairies (45,7 %), forêts (33,4 %), zones agricoles hétérogènes (18 %), terres arables (1,6 %), milieux à végétation arbustive et/ou herbacée (1,3 %). L'évolution de l’occupation des sols de la commune et de ses infrastructures peut être observée sur les différentes représentations cartographiques du territoire : la carte de Cassini (XVIIIe siècle), la carte d'état-major (1820-1866) et les cartes ou photos aériennes de l'IGN pour la période actuelle (1950 à aujourd'hui).

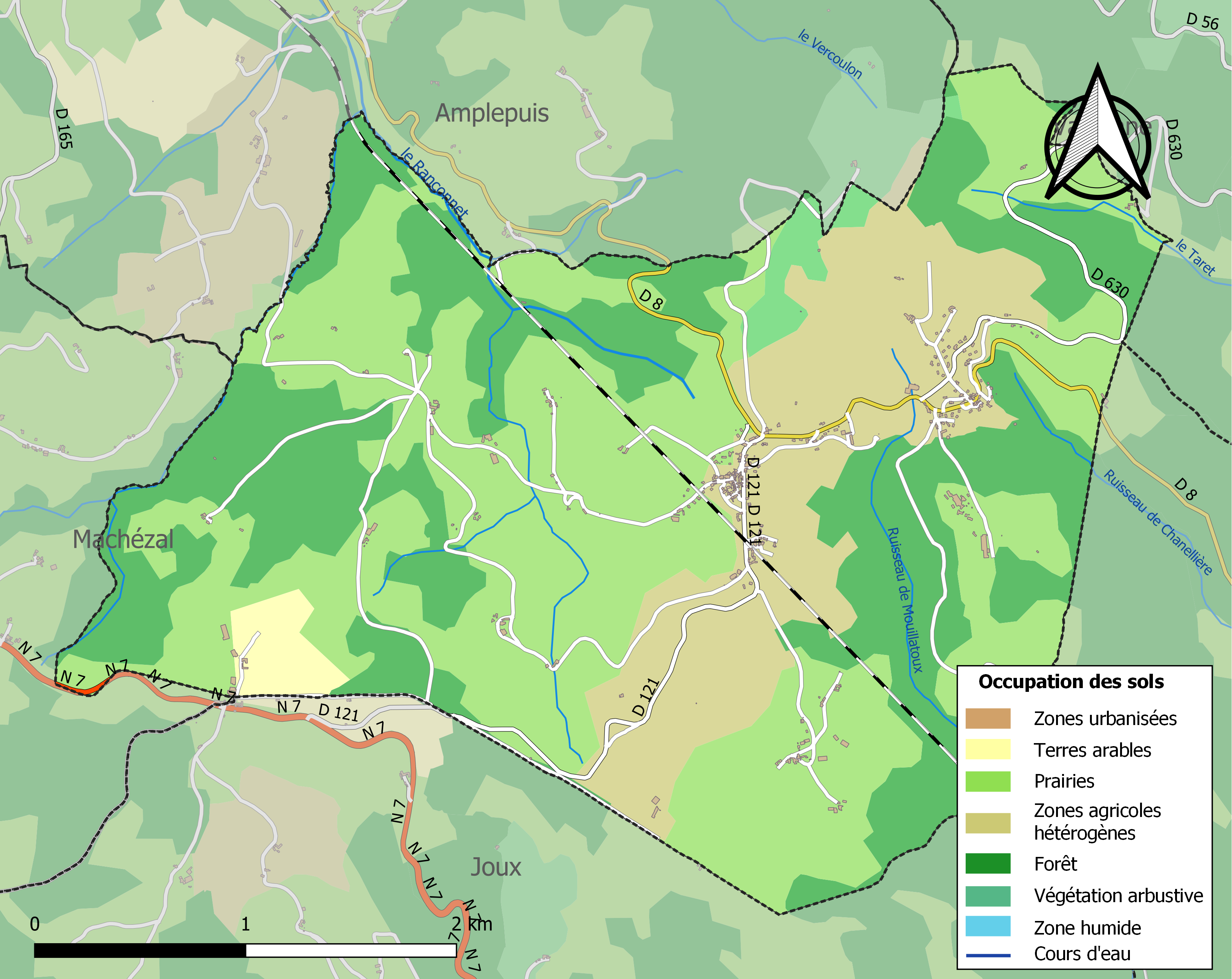
Carte des infrastructures et de l'occupation des sols de la commune en 2018 (CLC).

## Politique et administration
| Période                                  | Période  | Identité           | Étiquette | Qualité                                        |
| ---------------------------------------- | -------- | ------------------ | --------- | ---------------------------------------------- |
| avant 1995                               | ?        | Jacques Decrénisse |           |                                                |
| 2001                                     | 2008     | Jean Gouttenoire   |           |                                                |
| mars 2008                                | En cours | Annick Lafay       | DVD       | Conseillère départementale du canton de Tarare |
| Les données manquantes sont à compléter. |          |                    |           |                                                |

## Démographie
L'évolution du nombre d'habitants est connue à travers les recensements de la population effectués dans la commune depuis 1793. Pour les communes de moins de 10 000 habitants, une enquête de recensement portant sur toute la population est réalisée tous les cinq ans, les populations de référence des années intermédiaires étant quant à elles estimées par interpolation ou extrapolation. Pour la commune, le premier recensement exhaustif entrant dans le cadre du nouveau dispositif a été réalisé en 2007.

En 2022, la commune comptait 621 habitants, en évolution de −1,11 % par rapport à 2016 (Rhône : +3,93 %, France hors Mayotte : +2,11 %).
| 1793 | 1800 | 1806 | 1821 | 1831 | 1836 | 1841 | 1846 | 1851 |
| ---- | ---- | ---- | ---- | ---- | ---- | ---- | ---- | ---- |
| 732  | 575  | 730  | 268  | 794  | 754  | 770  | 806  | 810  |

| 1856 | 1861 | 1866 | 1872 | 1876 | 1881 | 1886 | 1891 | 1896 |
| ---- | ---- | ---- | ---- | ---- | ---- | ---- | ---- | ---- |
| 773  | 761  | 786  | 778  | 771  | 710  | 749  | 723  | 682  |

| 1901 | 1906 | 1911 | 1921 | 1926 | 1931 | 1936 | 1946 | 1954 |
| ---- | ---- | ---- | ---- | ---- | ---- | ---- | ---- | ---- |
| 682  | 657  | 636  | 548  | 539  | 487  | 490  | 455  | 434  |

| 1962 | 1968 | 1975 | 1982 | 1990 | 1999 | 2006 | 2007 | 2012 |
| ---- | ---- | ---- | ---- | ---- | ---- | ---- | ---- | ---- |
| 327  | 315  | 341  | 447  | 561  | 575  | 620  | 627  | 656  |

| 2017 | 2022 | - | - | - | - | - | - | - |
| ---- | ---- | - | - | - | - | - | - | - |
| 612  | 621  | - | - | - | - | - | - | - |

## Lieux et monuments

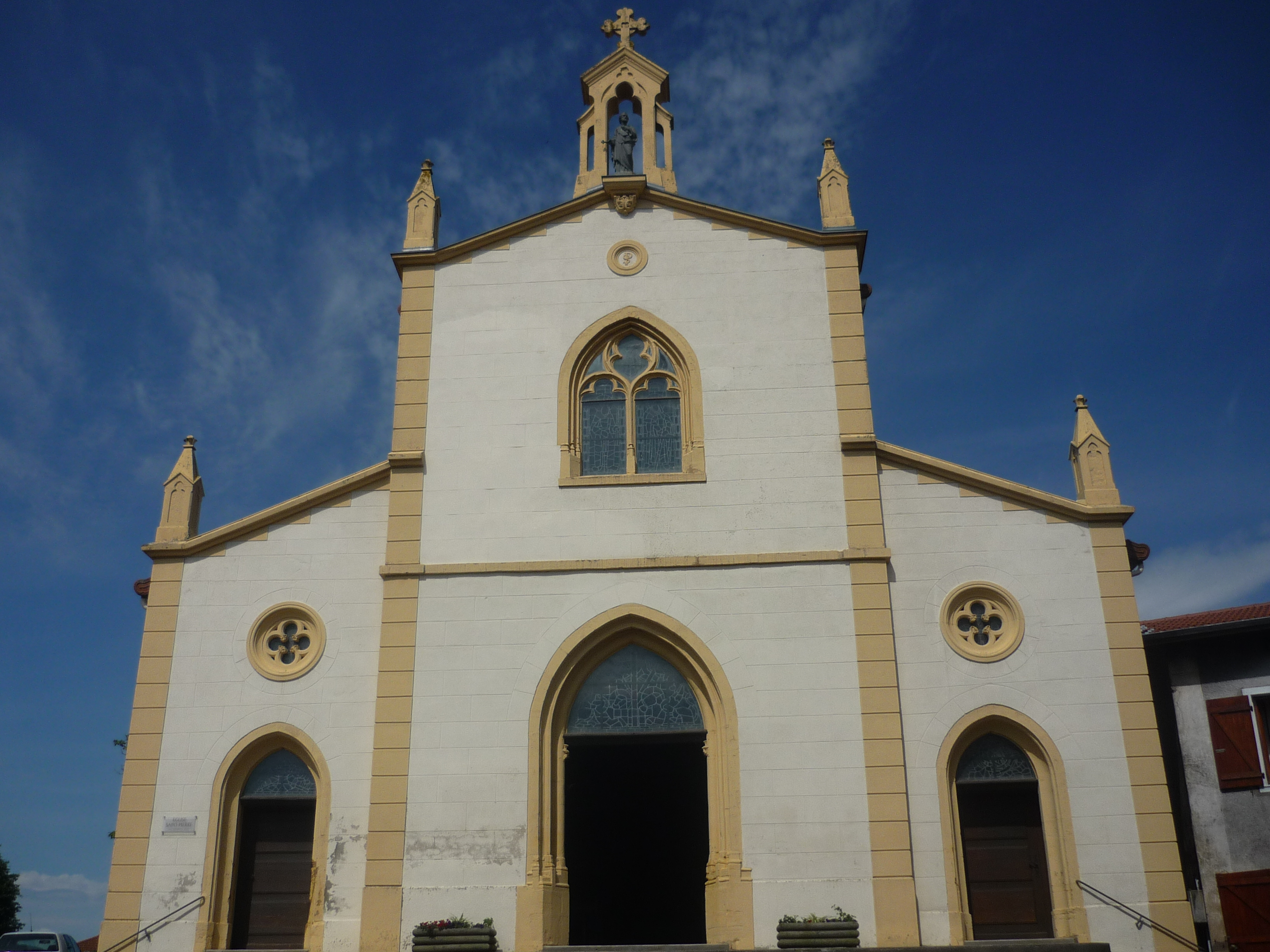
Église Saint-Pierre du village.

- Observatoire astronomique équipé d'un télescope de type newton de 400 mm, appartenant au Club d'Astronomie de l'Observatoire des Sauvages (CAOS).

- Piste d'aéromodélisme située à proximité. Tous les passionnés peuvent venir faire voler leurs appareils, en suivant les directives du club fédéré.

- terrain multisports mis en place et aménagés pour les jeunes.

- Deux salles des fêtes.

- Pour tous les passionnés de chemins de fer, la commune et le col éponyme évoquent le fameux tunnel des Sauvages, ouvrage d'art de 2,9 km situé sur la ligne de Roanne à Lyon encadré par des rampes pouvant atteindre 26 ‰.
- Des emplacements privilégiés pour filmer les trains et rames montant le col, sont souvent occupés par des passionnés.